# آنا کاستی‌یو
آنا کاستی‌یو (اسپانیایی: Anna Castillo‎؛ زادهٔ ۹ اکتبر ۱۹۹۳) بازیگر و خواننده اهل اسپانیا است. وی از سال ۲۰۰۵ میلادی تاکنون مشغول فعالیت بوده‌است.
از فیلم‌ها یا مجموعه‌های تلویزیونی که وی در آن‌ها نقش داشته‌است، می‌توان به هر چه بیشتر، بهتر، گل‌های وحشی، داستان‌های ناگفتنی، پاکیتا سالاس، درخت زیتون، فارغ‌التحصیلی روح اشاره نمود.